# Trichopteryx caliginosa
Trichopteryx caliginosa är en fjärilsart som beskrevs av Edward Alfred Cockayne 1946. Trichopteryx caliginosa ingår i släktet Trichopteryx och familjen mätare. Inga underarter finns listade i Catalogue of Life.